# Verwaltungsgemeinschaft Veitsbronn
In der Verwaltungsgemeinschaft Veitsbronn im mittelfränkischen Landkreis Fürth haben sich folgende Gemeinden zur Erledigung ihrer Verwaltungsgeschäfte zusammengeschlossen:
1. Seukendorf, 3127 Einwohner, 8,48 km²
2. Veitsbronn, 6371 Einwohner, 16,18 km²

Sitz der Verwaltungsgemeinschaft ist Veitsbronn.
1978 entstand die Verwaltungsgemeinschaft aus den Gemeinden Obermichelbach, Puschendorf, Seukendorf, Tuchenbach und Veitsbronn. 1980 traten die Gemeinden Obermichelbach, Puschendorf und Tuchenbach aus und gründeten die Verwaltungsgemeinschaft Obermichelbach-Puschendorf-Tuchenbach.
Vorsitzender der VG ist Marco Kistner (CSU), Bürgermeister von Veitsbronn.